# Heptathela yunnanensis
Heptathela yunnanensis is een spinnensoort uit de familie Liphistiidae. De soort komt voor in Japan.